# Illa Chenega
Chenega és una illa que es troba a la part nord-oest del Prince William Sound, a l'estat d'Alaska, Estats Units. Té una superfície de 57,084 km2 i el 2000 estava deshabitada.
És la llar tradicional de la comunitat Chenega, tot i que gran part de la seva població va emigrar a la badia de Chenega, a la propera illa Evans, després del terratrèmol del Divendres Sant de 1964 i el posterior tsunami que va devastar l'illa. L'illa de Chenega i el seu hàbitat circumdant també es van veure molt afectats pel vessament de petroli de l'Exxon Valdez de 1989.